# Locustella accentor
Locustella accentor é uma espécie de ave da família Locustellidae.
Apenas pode ser encontrada na Malásia.